# المسيحية في البنجاب (باكستان)

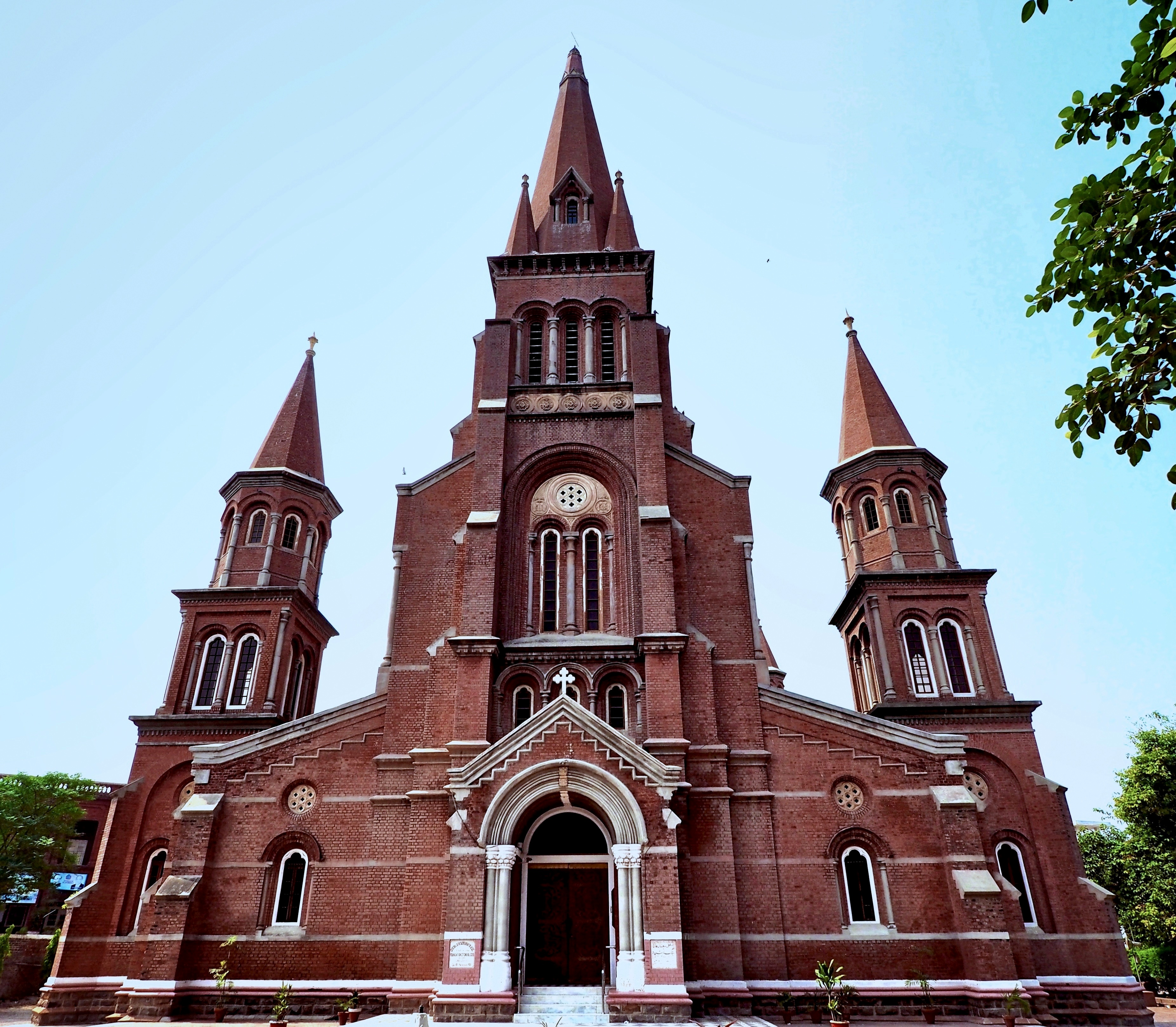
كاتدرائية القلب المقدس الكاثوليكية في لاهور.

يعيش معظم مسيحيي باكستان في إقليم البنجاب، والغالبية العظمى من سكان الإقليم هم من المسلمون. إجمالي عدد المسيحيين البنجابيين في باكستان يصل إلى حوالي 2,800,000 نسمة، نصفهم تقريباً من أتباع الكنيسة الرومانية الكاثوليكية والنصف الآخر من اتباع الكنائس البروتستانتية. ينحدر الكثير من المسيحيين البنجابيين الحاليين ينحدرون من المتحولين إلى المسيحية خلال الحكم البريطاني. في البداية، كانت التحولات إلى المسيحية قادمة من «المجتمعات العليا في البنجاب، ومن العائلات المتميزة والمرموقة»، بما في ذلك العائلات الهندوسية «من الطبقة العليا»، وكذلك الأسر المسلمة التي تحولت إلى المسيحية لاحقاً. مع ذلك، يعود أصول العديد من المسيحيين البنجابيين الحاليين الأخرين إلى الشوراس. حيث تحول الشوراس إلى حد كبير إلى المسيحية في شمال الهند خلال الحكم البريطاني. كما كان الغالبية العظمى من المتحولين من مجتمعات السِّيخُ في البنجاب، وبدرجة أقل الشوراس الهندوس؛ تحت تأثير ضباط الجيش البريطاني المتحمسين والمبشرين المسيحيين. وبالتالي، منذ الاستقلال أصبح المسيحيين البنجابيين مُنقسمين بين البنجاب الباكستاني والبنجاب الهندي.
من الكنائس الموجودة في مدينة لاهور كاتدرائية القيامة، وكاتدرائية القلب المقدس، وكنيسة القديس أندرو، وكنيسة القديس أنتوني، وكنيسة القديس يوسف. وتضم كل من لاهور وفيصل آباد على أكبر عدد من المسيحيين بالمقارنة مع أي مدينة أخرى في البنجاب. يعاني المسيحيين في الإقليم من الإضطهاد. وتمت إدانة آسيا بيبي بالتجديف، حيث أيدت حكومة إقليو البنجاب إعدامها. معظم المسيحيين هم نسل البنجابيين الشوراس الهندوس والسِّيخُ الذين تحولوا إلى المسيحية خلال حقبة الراج البريطاني.

## تاريخ

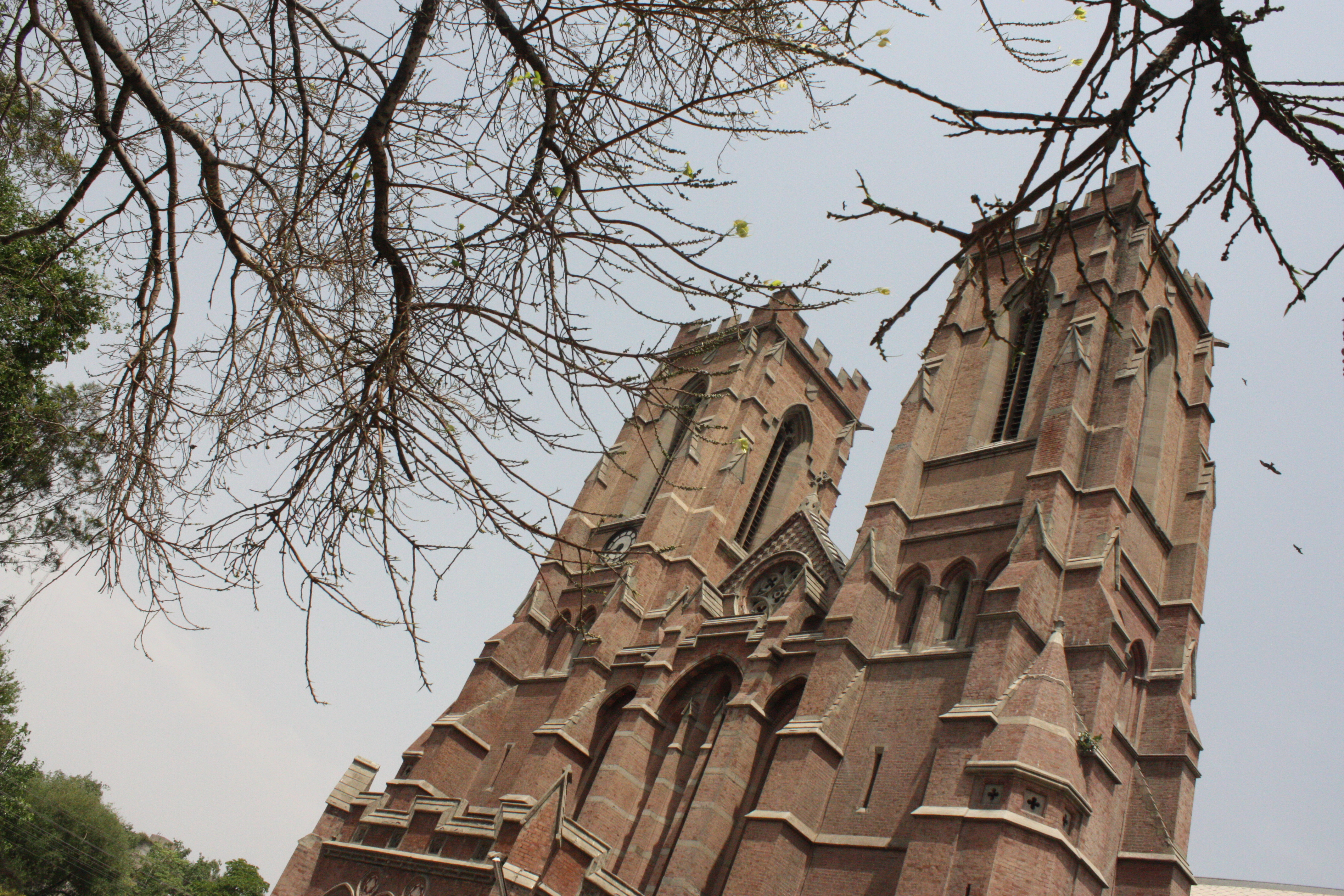
كاتدرائية القيامة الأنجليكانية في لاهور.

في القرن السادس عشر وصل المبشرون اليسوعيون من غوا والتي كانت مستعمرة برتغالية يقيمون إلى لاهور، وقاموا ببناء أولى الكنائس الرومانية الكاثوليكية في البنجاب، وذلك في عام 1597، بعد عامين من منحهم الإذن من قبل الإمبراطور أكبر، وقد هدمت هذه الكنيسة في وقت لاحق، ربما خلال حقبة أورانغزب. وفي وقت لاحق، جلبت المسيحية في المقام الأول من قبل الحكام البريطانيين في الهند في القرن الثامن عشر والتاسع عشر. جذبت البعثات الغربية أعداد صغيرة من المسلمين المتحولين إلى الأنجليكانية، والميثودية، واللوثرية والكاثوليكية، وعلى الرغم من الحضور الإسلامي القوي في مقاطعات البنجاب وبلوشستان والمقاطعة الحدودية الشمالية الغربية، تم تشكيل مجتمعات محلية صغيرة من المتحولين إلى المسيحية. وانحدر أغلبية المسيحيين الباكستانيين من الطبقة الهندوسية الدنيا الذين اعتنقوا للمسيحية إبَّان الإستعمار البريطاني لباكستان، وهو ما يرجع جزئيًا إلى محاولة الهروب من تدني الأوضاع. كما وأنشأ المسيحيون الأصليون الأثرياء والأوروبيون الكليَّات والكنائس والمستشفيات والمدارس المسيحيَّة في مدن مثل لاهور. وهناك قطاعات من المجتمع المسيحي ميسورة الحال تتمتع بتعليم جيد واستقرار في مدينة كراتشي، وهي قطاعات جاءت من ولاية غوا الصغيرة في الهند أثناء الإستعمار البريطاني، ولعبت هذه الأقلية بوضع البنية التحتية في كراتشي قبل الحرب العالمية الثانية.

### الاستقلال

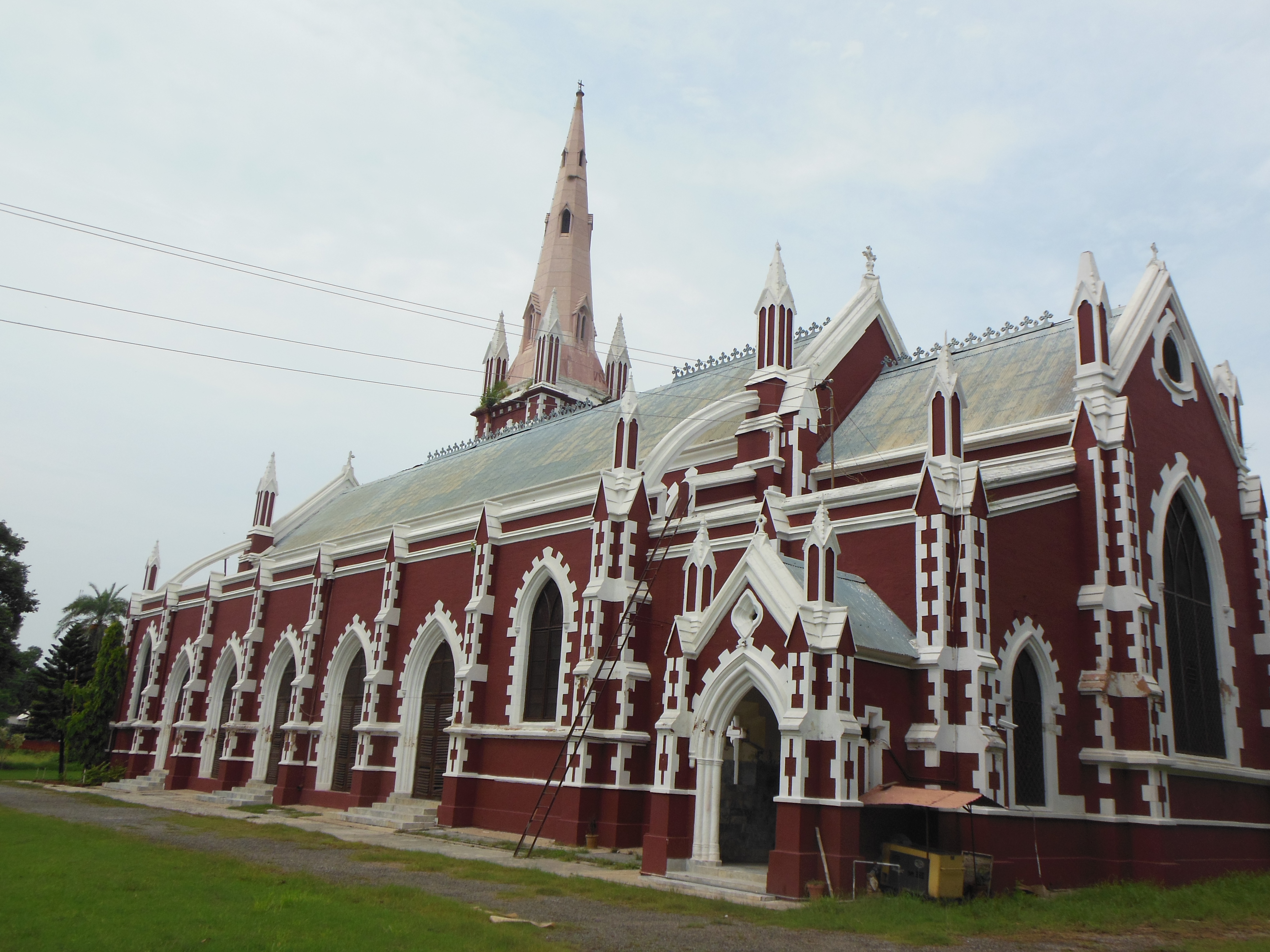
كاتدرائية سيالكوت.

وكانت باكستان قبل التقسيم مكانًا شديد التنوع، لكن نزعة التسامح تراجعت بعد أن أصبح المجتمع متشددًا إسلاميًا وأكثر تجانسًا. وقبل التقسيم، كانت نسبة الأقليات 15% من تعداد السكان، لكنها تراجعت حاليا لتصل إلى 4%. عندما حققت باكستان استقلالها في عام 1947، تغير تنظيم وأنشطة المجتمع المسيحي تغيرًا جذريًا. وكان المسيحيون في البنجاب والسند نشطين جدًا بعد عام 1945 من خلال دعمهم للعصبة الإسلامية ومحمد علي جناح، وكان العديد من كبار المسيحيين الهنود مثل بوثان جوزيف قد قدموا خدمات قيمة للعصبة الإسلامية. وعد محمد علي جناح مرارًا وتكرارًا المساواة الكاملة لجميع المواطنين في باكستان، ولكن هذا الوعد لم يحافظ عليه خلفاؤه. وأصبحت باكستان جمهورية إسلامية في عام 1956، مما جعل الإسلام مصدر التشريع وحجر الزاوية في الهوية الوطنية، مع ضمان حرية الدين والمواطنة المتساوية لجميع المواطنين. خلال التبادلات السكانية الجماعية التي وقعت بين باكستان والهند بعد الاستقلال بسبب الصراع بين المسلمين والهندوس، هرب معظم الهندوس وجميع السيخ تقريبُا من البلاد. ويشكل المسيحيين في البنجاب الباكستاني أكثر من 2% من مجمل السكان، مع عدد قليل جدًا من الهندوس. بعد الاستقلال قدم المسيحيون بعض المساهمات في الحياة الوطنية الباكستانية.
في الآونة الأخيرة أسفرت سلسلة من الهجمات على الكنائس في لاهور في عام 2015 عن مقتل أربعة عشرة شخصًا. في 27 مارس من عام 2016 قتل أكثر من سبعين شخصًا عندما هاجم انتحاري استهدف مسيحيين يحتفلون بعيد القيامة في لاهور. هرب الكثير من المسيحيون من باكستان وإقليم البنجاب، وخاصًة مع تزايد العنف تجاه المسيحيين مع بدء الحرب عام 2001 على الإرهاب، وتركت الهجرة المسيحية تأثير سلبي على حياة المجتمع المسيحي الباكستاني نظرًا لهجرة عدد من المسيحيين الأكثر ثراء إلى كندا وأستراليا. وطورت الجماعة المسيحية الباكستانية «شعورا متناميًا بالقلق»، خاصًة فيما يتعلق بقوانين التجديف الصارمة التي تقيد أي إهانات ضد النبي محمد للعقاب بالإعدام، والتي اعتبرها العديد من النشطاء «أداة لإستهداف الأقليات الدينية»، في التسعينيات تم القبض على بعض المسيحيين بتهمة التجديف، واحتجاجا على هذا القانون انتحر جون جوزيف وهو أسقف في فيصل آباد، احتجاجًا على إعدام مسيحيًا بتهمة التجديف.